# Cécile Lauber
Pour les articles homonymes, voir Lauber.
Œuvres principales
Wandlung
Stumme Natur
In der Gewalt der Dinge
Land deiner Mutter
Cécile Lauber, née le 13 juillet 1887 à Lucerne et morte le 16 avril 1981 dans la même ville, est un écrivain suisse d'expression allemande.
Elle est l'auteur de nouvelles et de romans (Wandlung, Stumme Natur, In der Gewalt der Dinge, Land deiner Mutter) de type autobiographique.

## Biographie

### Origines et famille
Cécile Lauber naît Cécile Dietler le 13 juillet 1887 à Lucerne. Elle est originaire du même lieu et de Kleinlützel, dans le canton de Soleure.
Son père est le conseiller d'État et conseiller national Hermann Dietler (de) ; sa mère est née Sophie Kottmann.
Elle épouse en 1913 Werner Lauber, juge au Tribunal fédéral des assurances.

### Formation et parcours littéraire
Cécile Lauber suit une formation musicale et artistique.
Joseph Victor Widmann (de) publie en 1911 quelques-unes de ses premières nouvelles dans le journal Der Bund. La trilogie comprenant les romans Wandlung (1930), Stumme Natur (1939) et In der Gewalt der Dinge (1961), ainsi que le cycle en quatre volumes commencé en 1938 Land deiner Mutter (1945-1957) occupent une place centrale dans ses écrits.
D'origine autobiographique, son œuvre entretient un rapport intime avec la Création.

### Mort
Cécile Lauber meurt le 16 avril 1981 à Lucerne, à l'âge de 93 ans.

## Distinctions
Elle est lauréate du Prix de la Fondation Schiller suisse en 1925, 1930, 1940 et 1964, pour son œuvre narrative.